# Edyth H. Schoenrich
Edyth H. Schoenrich (9 septembre 1919 - 12 septembre 2020) était médecin et professeure à la Johns Hopkins Bloomberg School of Public Health.

## Enfance et formation
Edyth Maud Hull naît le 9 septembre 1919 à Cleveland, dans l'Ohio, de Maud Mabel (née Kelly) et d'Edwin John Hull, un ingénieur chimiste,,,. Elle grandit dans une maison multigénérationnelle connue sous le nom de Fairmont House. Elle est diplômée d'un lycée de Cleveland. Elle obtient une licence à l'Université Duke en 1941 et y fait des études supérieures en psychologie,,,. Une des trois seules étudiantes, elle obtient un doctorat en médecine à la faculté de médecine de l'université de Chicago en 1947,,,.
Elle effectue un internat et une résidence en médecine interne à l'hôpital Johns-Hopkins de 1948 à 1952 et est chef des résidents de 1951 à 1952,,,,. Elle est l'une des premières à s'inscrire à temps partiel à un programme de maîtrise en santé publique à l'école de santé publique Johns Hopkins Bloomberg. Elle obtient sa maîtrise en santé publique en 1971.

## Vie personnelle
Elle épouse Carlos Edyth Schoenrich en 1942,. Ils se sont rencontrés en tant qu'étudiants diplômés à l'Université Duke. Il décède en 2002. Ensemble, ils ont eu deux enfants : Lola et Olaf,,.

## Carrière
Edyth Schoenrich rejoint le département de médecine en tant que professeure de médecine à la Johns Hopkins School of Medicine en 1953,,. Elle fait partie du personnel de l'hôpital de la ville de Baltimore de 1963 à 1966 et était un défenseur des soins complets pour les patients gravement malades avec de longues hospitalisations,,.
En 1964, alors qu'elle travaillait au département de la santé et de l'hygiène mentale de l'État du Maryland, Edyth Schoenrich commence à enseigner à la Bloomberg School of Public Health en tant que professeure associé,. En 1966, elle est promue professeure assistant,.
En 1971, elle est la première femme nommée à l'American Board of Preventive Medicine. La même année, elle est nommée directrice de l'Administration of the Chronically Ill and Aging, qui fait partie du Department of Health and Mental Hygiene du Maryland. À cette époque, elle est déjà responsable de tous les programmes de l'État pour le contrôle et la prévention des maladies, de deux hôpitaux pour tuberculeux et de trois hôpitaux pour les maladies chroniques et la réadaptation,. Elle est promue professeure en 1974 et dirige la division de l'administration de la santé publique jusqu'en 1977,,. Elle est la septième femme de l'histoire de l'École à devenir professeure titulaire.
En 1977, Edyth Schoenrich est nommée par D.A. Henderson première femme doyenne associée de l'université Johns Hopkins lorsque la Bloomberg School l'a nommée doyenne associée des affaires académiques,. Elle a occupé ce poste jusqu'en 1986,. Elle est également directrice des programmes professionnels à temps partiel. Elle a contribué à la modernisation des programmes de l'école, de son expérience clinique et pratique, ainsi qu'à la transformation de la résidence de médecine préventive générale. De 1986 à 2018, elle est présidente associée du programme de maîtrise en santé publique,.
Edyth Schoenrich décède le 12 septembre 2020 d'une insuffisance cardiaque congestive à son domicile de Ruxton, dans le Maryland.

## Prix
- 2005 : intronisée au Maryland Women's Hall of Fame[1],[2].
- 2007 : Prix d'excellence en enseignement, Association des anciens de l'université Johns Hopkins[7]

En 1996, la Bloomberg School crée la chaire Edyth Schoenrich en médecine préventive et la bourse Edyth Schoenrich pour honorer son travail et son héritage,,.